# Joseph von Utzschneider

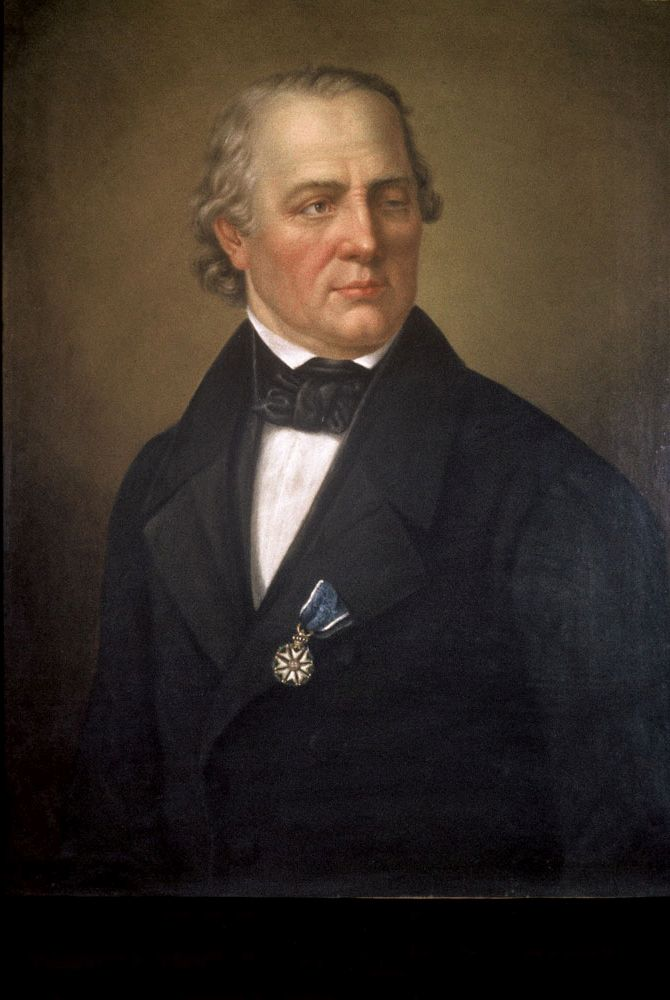
Joseph von Utzschneider

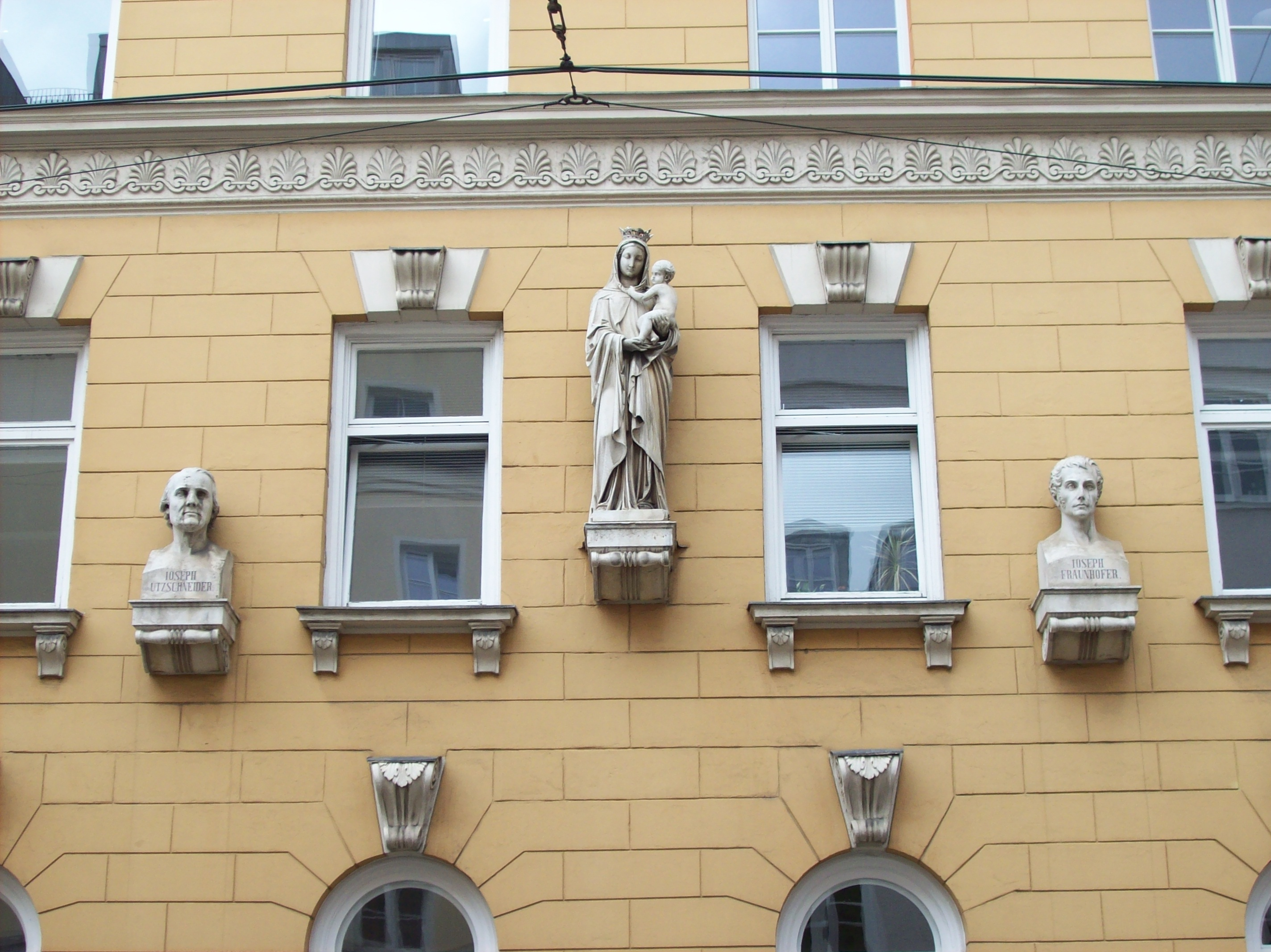
Büsten für Utzschneider und Fraunhofer, am Optischen Institut München, Müllerstraße 40

Joseph Utzschneider, ab 1808 von Utzschneider, (* 2. März 1763 in Schloss Rieden am Staffelsee; † 31. Januar 1840 in München) war ein für die Entwicklung Bayerns zu Beginn des 19. Jahrhunderts äußerst einflussreicher Staatsbeamter, Politiker, Fabrikant und Unternehmer.
Er war als bayerischer Staatsbeamter zunächst Oberforstkommissar, dann Salinenadministrator in Berchtesgaden, als Geheimer Referendair im Finanzministerium mit den Schulden Abledigungs Werken zur Reduzierung der Staatsschulden befasst, war später als Generalsalinenadministrator für die wichtigste Einnahmequelle des Staates verantwortlich,  legte als Leiter der Steuermessungskommission die Grundlagen für eine Steuerreform und das bayerische Grundstückskataster und war Vorstand der Staatsschuldentilgungskommission.
Daneben war er einer der ersten industriellen Unternehmer in Bayern. Er gründete eine Reihe von Unternehmen, darunter das von Reichenbach als Partner geleitete Mathematisch-Feinmechanische Institut in München zur Erstellung von Präzisionsinstrumenten und astronomischen Teleskopen und eine Kunstglashütte, aus der das von ihm und Fraunhofer geleitete Optische Institut hervorging.
Als Vorstand der Vorgängerinstitution der Technischen Universität München hatte er an deren Ausbau maßgeblichen Anteil.
Von 1818 bis 1823 war er Bürgermeister von München und nach der Verfassungsgebung von 1818 Abgeordneter im Bayerischen Landtag. Für seine Verdienste wurde der Sohn eines Bauern 1808 geadelt.

## Leben

### Ausbildung
Joseph Utzschneider wurde am 2. März 1763 als erstes von neun Kindern in Rieden am Staffelsee geboren. Seine Eltern, Andreas und Maria Utzschneider, geb. André, bewirtschafteten dort einen seit 300 Jahren im Besitz der Familie André befindlichen Hof. Er besuchte die Dorfschule in Uffing und kurz die Lateinschule des Klosters Polling. Im Alter von neun Jahren verlor er bei einem Jagdunfall sein linkes Auge. Sein Onkel Andreas André, Angestellter und Vertrauter von Maria Anna von Pfalz-Sulzbach, Herzogin von Bayern, sorgte dafür, dass er von 1773 bis 1778 das Gymnasium in der Alten Akademie in München besuchte, das heutige Wilhelmsgymnasium.
Die Herzogin Maria Anna von Bayern hatte sich schon in der Vergangenheit gegen den Einfluss Österreichs ausgesprochen. Als der kinderlose Kurfürst Maximilian III. Joseph von Bayern 1777 starb und sein Nachfolger Kurfürst Karl Theodor zunächst erbrechtliche Ansprüche Habsburgs anerkannte, später sogar Bayern gegen die Österreichischen Niederlande tauschen wollte, sandte die Herzogin den 15-jährigen Utzschneider als heimlichen Kurier mit einem um Hilfe suchenden Brief zu König Friedrich II. von Preußen, dessen Aktionen den Tausch dann verhinderten. Kurfürst Karl Theodor ließ danach die Berater der Herzogin, darunter Andreas André, aus München verbannen und sie selbst auf ihr Gut Schwaiganger bei Ohlstadt verweisen. Die Herzogin machte darauf Utzschneider zu ihrem Geheimsekretär für ihre diplomatische Korrespondenz und zum Verwalter ihres Gutes.
Von 1778 bis 1780 besuchte er die Herzoglich Marianische Landes-Akademie (ehemalige Kadettenanstalt), anschließend studierte er bis 1783 Jura an der Universität Ingolstadt, wobei er aber sein Studium häufig in München betrieb.
Er wurde 1782 Mitglied des Illuminatenordens, aus dem er aber wohl schon Ende 1783 wieder austrat, nachdem sein Ordensmentor Einblick in die Korrespondenz der Herzogin Maria Anna mit Friedrich II. gefordert bzw. nachdem sich diese erfolgreich um seine Anstellung als zunächst unbezahlter Hofrat bemüht hatte. Spätere schriftliche Aussagen über seine Mitgliedschaft führten zu teils heftigen Anfeindungen ehemaliger Mitglieder wie auch von Gegnern des Ordens.

### Beamter (1784–1801)
Nach zwei Jahren als unbezahlter wurde er 1786 besoldeter Hofrat. Darauf heiratete er mit kurfürstlicher Erlaubnis die etwa fünf Jahre ältere Amalie Walch, mit der er später eine Tochter Maria Anna hatte.
Er war für die Trockenlegung von Mooren verantwortlich, um landwirtschaftlich nutzbare Flächen zu gewinnen und eine Erwerbsmöglichkeit für die einfache Bevölkerung zu schaffen, stieß aber auf den erbitterten Widerstand der Klöster, deren Jagdgründe dadurch beschnitten wurden. Als Oberforstkommissar war er für die Reform des Forstwesens zuständig, sicherte die Brennholzversorgung von München und gründete Bayerns erste Forstschule, konnte aber gegen den Widerstand des kurfürstlichen Jagdpersonals wenig ausrichten.
1791 wurde er nach Burghausen versetzt, um das dortige Rentamt zu überprüfen, anschließend war er Mitglied der Kommission, die erfolgreich die bei der Kultivierung des Donaumooses aufgetretenen Streitigkeiten schlichtete.
Danach sicherte er die Holzrechte der Saline Reichenhall an den Salinenwäldern, deren Grenzen von dem Erzstift Salzburg und von der Fürstpropstei Berchtesgaden verändert worden waren. Im Anschluss daran erreichte er, dass die hochverschuldete Fürstpropstei Berchtesgaden mit dem Salinenvertrag von 1795 ihre Bergwerke, Salinen und Salinenwälder auf ewig gegen eine jährliche Pachtsumme von 50.000 Gulden an Bayern verpachtete und er selbst zum Administrator der nun bayerischen Salinen ernannt wurde. Es gelang ihm bald, den Holzverbrauch der Salinen zu reduzieren und durch Verbesserungen der Produktion der Ertrag erheblich zu steigern. Seine Maßnahmen wurden allerdings von den meist adeligen Mitglieder des Probsteikapitels nicht geschätzt. Im Dezember 1798 wurde er überraschend abberufen, wahrscheinlich auf Betreiben von Montgelas.
Als der Kurfürst Karl Theodor 1799 verstarb, wurde Utzschneider nach einer mehrmonatigen Pause von Kurfürst Max IV. Joseph, für den er schon zwischen 1790 und 1795 als Finanzberater und Geldbeschaffer tätig war, zum Geheimen Referendair in Landschaftssachen im Ministerial Finanz Departement unter dem Finanzminister Franz Karl von Hompesch und gleichzeitig zum referirenden Commissaire bey dem Churfürstlichen und Landschaftlichen gemeinsammen Schulden Abledigungs Werke ernannt. Eine seiner ersten Aufgaben war die Vorbereitung des Deputationsabschieds für Pfalz-Neuburg, mit dem ein Kompromiss mit dessen Einwänden gegen die Verwaltung durch die Generallandesdirektion in München gefunden werden sollte. Außerdem sollte er zusammen mit Dall’Armi Vorbereitungen zur Einrichtung einer „Bankanstalt“ treffen.
Zwischen 1799 und 1801 hielt Utzschneider zahlreiche Referate in Sitzungen des Staatsrates und wurde sogar zum Vortrag in Sitzungen der Staatskonferenz beordert, der neben dem Kurfürsten und einem Mitglied des Herrscherhauses nur die vier Ressortminister angehörten. Seine Referate über die Finanzlage Bayerns zeigten, dass man  bislang weder die wahre Größe der Staatsschulden noch die der Einnahmen kannte. Seine Empfehlungen zur Abwendung des Staatsbankrotts umfassten die Reduzierung der Ausgaben des Hofes, die Ausgabe von Obligationen durch eine zu gründende Hypothekenbank, die Einführung von Papiergeld, eine Steuerreform, nach der jeglicher Grundbesitz, auch des Adels und der Klöster, aufgrund einer Steuerkatastervermessung nach dem Ertrag besteuert würde, den Verkauf von Gemälden und von klösterlichen Ländereien sowie die Einberufung eines Landtages, um eine Beteiligung der Landstände an den Kosten der Truppen zu erreichen. Letzteres stieß auf die vehemente Ablehnung durch Montgelas. Um die staatliche Notlage zu lindern, legte Utzschneider einen Entwurf einer neuen Verfassung vor, der aber von Montgelas als nicht realisierbar abgelehnt wurde.
Kurz bevor München am 28. Juni 1800 durch die französische Armée du Rhin unter General Moreau besetzt wurde, zog sich der Kurfürst mit seinem Hofstaat und Montgelas nach Amberg und dann in das preußische Bayreuth zurück. Nach dem Tod von Hompesch im August 1800 war Montgelas nun der ranghöchste Minister. Der in München gebliebene Utzschneider hatte den Forderungen der französischen Offiziere nach Landkarten Bayerns nachzukommen und, da diese nicht in der gewünschten Qualität vorhanden waren, die Geldmittel und das nötige Personal für das von den Franzosen geforderte Bureau topographique zu beschaffen. Außerdem hatte er vielfältige Verwaltungsaufgaben, bei deren Erfüllung es laufend zu Reibereien mit dem während der Abwesenheit des Kurfürsten als provisorische Regierung eingerichteten Generalhofkommissariats kam. Zudem wurden Stimmen laut, die Utzschneider als Revolutionär verdächtigten und ihm Umsturzpläne unterstellten. Zahlreiche anonyme Flugschriften heizten die Stimmung weiter an. Als Montgelas ein Schreiben eines französischen Offiziers über Utzschneiders Umsturzpläne erhielt, veranlasste er nach einiger Zeit, dass der Kurfürst Utzschneider am 10. Juni 1801 in der vorläufigen Ruhestand mit einem Gehalt von 2500 Gulden versetzte (Quieszierung). Seine Entlassung wurde damit begründet, dass eine Neuordnung der Generallandesdirektion dazu geführt habe, dass sein Aufgabenbereich anderweitig bearbeitet werde. Etwa eine Woche später musste der Kurfürst das Topographische Bureau gründen.

### Unternehmer (1801–1807)
Utzschneider war aufgefallen, dass die Münchner Schlachter kaum Abnehmer für ihre Häute hatten. Er erwarb das frühere Karmeliteranwesen vor den ehemaligen Münchener Stadtmauern und  beantragte eine Konzession für eine Ledermanufaktur, die er schon am 7. August 1801 erhielt und an der sich die verwitwete Kurfürstin Maria Leopoldine mit 10.000 Gulden beteiligte. Sie beschäftigte zwischen 160 und 170 Mitarbeiter und gehörte damit zu den größten industriellen Unternehmen Münchens. Er verpachtete sie bereits 1815 für fünf Jahre und verkaufte sie anschließend an den Pächter. Zum Grundstück gehörte das Ertl-Schlösschen auf einer Insel in einem kleinen Teich, das Utzschneider als Wohnhaus benutzte.
1804 lernte Utzschneider durch den Hofastronomen Ulrich Schiegg den jungen Artilleriehauptmann Georg Reichenbach kennen, der seit 1802 zusammen mit Joseph Liebherr in dessen Werkstatt seine Kreisteilungsmaschine und erste mathematische und astronomische Instrumente hergestellt hatte. Er erkannte rasch, dass Reichenbach mit seiner finanziellen Unterstützung die Instrumente produzieren könnte, die für die Vermessung des von ihm vorgeschlagenen Steuerkatasters gebraucht würden. Im August 1804 wurde daher das mathematische und physikalische Institut der Herren Reichenbach, Utzschneider, und Liebherr gegründet, das spätere Mathematisch-Feinmechanische Institut. Der Betrieb entwickelte sich erfolgversprechend, war aber für das erforderliche optische Glas auf Lieferungen aus England angewiesen, die oft nicht in der benötigten Qualität und Menge und nach Napoleons Kontinentalsperre gar nicht mehr erhältlich waren.
1805 kaufte er vom Staat die Kloster- und Ökonomiegebäude des säkularisierten Klosters Benediktbeuern samt umliegenden Ländereien, soweit sie noch nicht von den örtlichen Landwirten übernommen waren, und die dazugehörigen Moore und Wälder sowie Betrieben wie Mühle, Bäckerei, Brauerei mit Wirtshaus, Sägemühle, Ziegelei, Schmiede usw. Später erwarb er noch weitere Flächen hinzu, so dass er insgesamt etwa 20 km² besaß, auf denen er zeitweilig bis zu 500 Menschen beschäftigte.
Auf der Suche nach Quellen für optisches Glas lernte er Pierre-Louis Guinand aus Les Brenets im preussisch-schweizerischen Fürstentum Neuenburg (Neuchâtel) kennen, den er 1806 als Leiter der Hütte für optisches Glas sowie der Glashütte für Gebrauchsglas in Benediktbeuern einstellte. Dort wurde das Kron- und Flintglas geschmolzen und an das Mathematisch-Feinmechanische Institut geliefert, wo es von dem im selben Jahr angestellten Joseph Fraunhofer unter der Aufsicht von Schiegg geschliffen und in die dort hergestellten Instrumente eingebaut wurde. Wohl aufgrund von Verständigungsproblemen gelang es Guinand nicht, in der Glashütte einen reibungslos funktionierenden Betrieb aufzubauen. 1807 vereinbarte Utzschneider daher mit ihm, dass er in München für das Mathematisch-Feinmechanische Institut arbeiten, nur zum periodischen Glasschmelzen nach Benediktbeuern fahren und außerdem eine von Utzschneider bestimmte Person (und nur diese) in die Herstellung von Korn- und Flintglas einweisen sollte.

### Beamter (1807–1814)
Der noch unter dem Kurfürst Karl Theodor eingesetzte Salinenoberkommissar von Clais war 1806 aus bayerischen Diensten entlassen worden.
1807 wurde Utzschneider auf Betreiben des Finanzministers Johann Wilhelm von Hompesch, des Sohns seines früheren Vorgesetzten Franz Karl von Hompesch, von dem inzwischen König gewordenen Max Joseph zum Generaladministrator der Salinen und zum Geheimen Referendär über sämtliche Salinengegenstände bei Unserm Geheimen Ministerium der Finanzen ernannt. Gleichzeitig hatte der König eine umfangreiche Geschäftsordnung erlassen, wonach Utzschneider den Vorsitz über einen Salinenrat hatte, dem u. a. Mathias Flurl angehörte, der für das jetzt ebenfalls zentralisierte Berg- und Münzwesen verantwortlich bleiben sollte, und Joseph Baader, der für das Maschinenwesen bei den Salinen, mit Beibehaltung seiner übrigen Stellen und Geschäfte verantwortlich sei. Die Salinen sollten monatlich 100.000 Gulden an die Zentralstaatskasse abführen, wenn sie mehr erwirtschafteten, könnten 20 % des Mehrbetrages an Mitarbeiter verteilt und für Instandhaltung und Investitionen ausgegeben werden.
Nachdem von Clais bereits die Salinen in Bad Reichenhall und Traunstein modernisiert hatte, galt die Erneuerung der Soleleitung von Bad Reichenhall nach Traunstein und der Bau des Abzweigs von Siegsdorf nach Rosenheim als Utzschneiders wichtigstes Vorhaben. Zunächst musste er allerdings eine Auseinandersetzung mit Joseph Baader durchstehen, der meinte, dass er die alleinige Leitung des Leitungsbaus habe, sich abfällig über Reichenbach äußerte und einen Schriftverkehr in unsäglichem Ton führte, bis er 1808 schließlich aus der Salinenverwaltung entfernt wurde, aber für den Bau von drei Brunnhäusern verantwortlich blieb. Utzschneider beauftragte dann Reichenbach mit der Soleleitung, der die Höhenunterschiede mit seiner Wassersäulenmaschine überwand und dadurch weniger Brunnhäuser benötigte. Die Leitung nach Rosenheim wurde im Sommer 1810 fertiggestellt.
Durch seine Verhandlungen mit der siegreichen französischen Armee gingen 1809 die Salinen Berchtesgaden und Hallein in bayerische Verwaltung über.
Als kurzfristig auch der Innkreis zu Bayern gehörte und während des Tiroler Volksaufstands Zahlungen der Saline Hall an die Zentralstaatskasse 1809 in die Hände der Aufständischen fielen, tat er sich durch Friedensbemühungen hervor, die aber vergeblich blieben.
Nachdem Utzschneider schon 1800 für allgemeine Steuern und bei Montgelas für ein Grundkataster geworben hatte, wurden er und Johann Heinrich Schenck 1807 außerdem zu Leitern der Steuerrektifikationskommission ernannt. Versuche bei Wolfratshausen hatten ergeben, dass eine ausreichend genaue Katastervermessung wesentlich länger dauern würde als die Aufnahme des weitmaschigen Vermessungsnetzes durch das Topographische Bureau. Deshalb wurde eine von Utzschneider geleitete Steuervermessungskommission eingerichtet, die aus acht Mitgliedern bestand, u. a. Adrian von Riedl. Diese erließ 1808 die Instruktion für die bey der Steuer-Messung im Königreich Baiern arbeitenden Geometer und Geodäten. Mit Hilfe der Instrumente aus der Werkstatt von Reichenbach wurden gute Ergebnisse erzielt. Um Kosten zu sparen, wurden die Messtischblätter nicht wie bisher durch Kupferstiche vervielfältigt, sondern mit den neuen Lithographien von Alois Senefelder. Um Patentstreitigkeiten mit ihm zu vermeiden, wurde 1809 im Rahmen der Steuervermessungskommission eine Lithographische Anstalt unter seiner Leitung eingerichtet. 1811 wurde der Name der Kommission geändert in Königliche unmittelbare Steuerkataster-Kommission.
Utzschneider war von 1811 bis 1814 auch Vorstand der Staatsschuldentilgungskommission. Seinem Vorschlag, dass die Kommission die Funktion einer Bank übernehmen solle, wurde von Schenk und Montgelas zwar zugestimmt, aber durch den Staatsbankrott Österreichs vom 20. Februar 1811 wendete sich die allgemeine Stimmung dagegen. Trotz Napoleons Russlandfeldzug von 1812 und dem Aufwand für die bayerische Beteiligung an ihm, konnten zwischen 1811 und 1814 knapp 10 Millionen Gulden getilgt werden. Als Montgelas erklärte, dass Utzschneider keine weiteren Mittel zur Schuldentilgung erwarten könne, reichte er im September 1814 beim König sein Entlassungsgesuch aus allen Funktionen ein. Überlegungen des Königs, Utzschneider wenigstens als Generalsalinenadministrator zu behalten, wurden von Montgelas seinerseits mit einer Rücktrittsdrohung beantwortet, da ihm eine weitere Zusammenarbeit mit Utzschneider nicht zugemutet werden könne. Sein Entlassungsgesuch wurde schließlich unter Wegfall aller Bezüge, Titel und Ehrenzeichen akzeptiert. Utzschneiders Demission wurde auch außerhalb Bayerns viel beachtet.

### Unternehmer (1807–1814, nach 1814)
Utzschneider kümmerte sich auch nach seiner Reaktivierung als Beamter weiterhin um seine privaten Vermögensangelenheiten.
Joseph Fraunhofer war seit 1807 in Benediktbeuern tätig, da er von Utzschneider gegenüber Guinand als die Person benannt worden war, die er in den Schmelzvorgang einweisen sollte. Auf Anregung von Fraunhofer wurde 1809 von Utzschneider, Reichenbach und Fraunhofer das Optische Institut in Benediktbeuern gegründet, das in den von Utzschneider gepachteten Gebäuden optisches Glas herstellte. Gleichzeitig wurde ein Vertrag zwischen dem Mathematischen und dem Optischen Institut geschlossen, wonach das Mathematische Institut seine Glasschleifmaschinen dem Optischen Institut zur Verfügung stellte und von diesem mit Glas gemäß einer Preisliste beliefert wurde.
1812 wurde sein großes Gebäude auf dem zugeschütteten Kapuzinergraben (am Platz des späteren Café Luitpold) fertig, in das er eine Brauerei und das Mathematische Institut einquartierte, und das daneben durch andere Betriebe und Wohnungen genutzt wurde. Die Brauerei gehörte zu den zehn größten unter den 58 damals in München betriebenen Brauereien. Zu ihr gehörte auch ein Kellergebäude in der Wiener Straße. Das Gebäude erwies sich mit der Zeit als zu beengt und Reichenbach beklagte sich, dass die Erschütterungen durch Fuhrwerke die Arbeiten an seiner Kreisteilungsmaschine störten. Später brachte er auch das Optische Institut, seine Essigsiederei mit der Branntwein- und Likörfabrik, seine Tabakfabrik, die Lithographische Anstalt und eine Schule für Glasmalerei dort unter. 1825 verkaufte er den Gebäudeblock und die Brauerei an Angelo Sabbadini.
Ebenfalls im Jahr 1812 schied Liebherr aus dem Mathematischen Institut aus, da er eigene, andere Instrumente herstellen wollte, und Guinand kehrte 1814 in die Schweiz zurück.
Unterschiedliche Geschäftsauffassungen führten im selben Jahr zur Trennung von Reichenbach und Utzschneider. Während Utzschneider die industrielle Serienfertigung anstrebte, verfolgte Reichenbach die Einzelanfertigung möglichst perfekter und hochwertiger Spitzenprodukte. Auf Wunsch von Reichenbach schied Utzschneider 1814 aus dem Mathematischen und Reichenbach aus dem Optischen Institut aus. Reichenbach überließ Utzschneider dabei auch die weitere Entwicklung der Flachsspinnmaschine, an der er mit ihm gearbeitet hatte.
1815 kaufte Utzschneider einen Hof in Obergiesing, den er allmählich zu 220 Tagwerk erweiterte und wo er zunächst Kartoffeln zu Branntweinerzeugung anbaute. In Unterhaching hatte er einen Eichenwald, eine Schafweide und Äcker und Wiesen erworben.
Utzschneider hatte die hohen Beträge gesehen, die Bayern für den Import von Tüchern aufwenden musste. Er gründete daher 1816 eine Tuchmanufaktur, die bis zu 270 Personen beschäftigte. 1817 beteiligte sich Eugène de Beauharnais, Herzog von Leuchtenberg an der Manufaktur. Aufgrund zahlreicher Widerstände hatte sie keinen Erfolg und wurde nach der Verpachtung 1835 nur noch zum Spinnen von Garnen und Färben von Tüchern eingesetzt.
Nach der Trennung von Reichenbach gründete Utzschneider 1816 das Mathematisch-mechanische Institut von Utzschneider, Liebherr et Werner, womit die Trennung vollendet war. Das Optische Institut in Benediktbeuern (Optisches Institut Utzschneider und Fraunhofer) belieferte beide, aber die Werkstatt von Utzschneider, Liebherr und Werner hatte den ersten Zugriff auf das produzierte Glas und produzieren deshalb die bessere Qualität.
1818 musste Utzschneider wegen finanzieller Probleme Benediktbeuern an den Staat verkaufen, nur die Kunstglashütte verblieb in seinem Besitz. Das Optische Institut zog deshalb 1819 nach München, wo es in Utzschneiders großem Neubau etwa 40 Mitarbeiter beschäftigte und mit dem Mathematisch-mechanischen Institut von Utzschneider, Liebherr et Werner verschmolz. Liebherr schied 1823 aus, um eine eigene kleine Werkstatt zu eröffnen.
Das Optische Institut Utzschneider und Fraunhofer hatte sich zu dem in der Welt unangefochten führenden Unternehmen für den Bau der größten und leistungsstärksten Refraktoren entwickelt. Es lieferte zum Beispiel 1824 das Fernrohr für die Sternwarte Dorpat, mit dem Struve in den folgenden Jahren seine Beobachtungen von Doppelsternen durchführte. Der Ruf des Optischen Instituts wurde allerdings überwiegend der Expertise Fraunhofers bei der Herstellung der Linsen zugeschrieben.
Nach dem frühen Tod Fraunhofers im Jahr 1826 war der 63 Jahre alte Utzschneider deshalb gezwungen, in den folgenden fünf Jahren in Benediktbeuern selbst Glas zu schmelzen, was er seit zwanzig Jahren nicht mehr gemacht hatte. Es gelang ihm aber, den allseits vorhergesagten Umsatzeinbruch weitgehend zu vermeiden. Bald nach Fraunhofers Tod beförderte er Georg Merz, der 1808 in dem Unternehmen als einfacher Arbeiter angefangen und sich zum Werkführer hochgearbeitet hatte, zum für den gesamten Betrieb verantwortlichen Werkstattleiter. Sein Stellvertreter wurde Franz Joseph Mahler. Auf Empfehlung von Heinrich Christian Schumacher stellte er 1827 Thomas Clausen ein, der jedoch nicht seinen Erwartungen entsprach.
Nachdem Utzschneider 1825 seinen großen Neubau an Angelo Sabbadini verkauft hatte, musste das Optische Institut 1830 in die Müllerstr. 40 umziehen.
1839 verkaufte Utzschneider das Optische Institut an Georg Merz und Mahler. Das Optische Institut war zu seinen Lebzeiten das führende Unternehmen für den Bau von Refraktoren geblieben. Beispiele boten das 1830 an die Sternwarte Königsberg gelieferte Heliometer, mit dem Friedrich Wilhelm Bessel in den folgenden Jahren seine Beobachtungen des Doppelsterns 61 Cygni durchführte und daraus die erste zutreffende quantitative Entfernungsbestimmung eines Fixsterns errechnete, das für die Münchner Sternwarte in Bogenhausen 1835 gelieferte Fernrohr mit einem Objektivdurchmesser von 28,5 cm und der 1838/39 fertiggestellte Refraktor für die Sternwarte Pulkowa, der mit einem Objektivdurchmesser von 38 cm für das nächste Jahrzehnt das leistungsstärkste astronomische Fernrohr der Welt blieb.
Utzschneider hatte schon 1801 in einem Gutachten über die Lage der Finanzen des Königreiches Baiern, das offenbar Montgelas und dem König vorgelegt wurde, die hohen Zuckerimporte erwähnt und eine Zollerhöhung zugunsten der Staatsschuldentilgungskasse vorgeschlagen. In Benediktbeuern hatte er vorübergehend Zucker aus Kartoffeln (Stärke) hergestellt. Montgelas hatte 1812 die Akademie der Wissenschaften beauftragt, ihm zugesandte Proben von Zuckersirup zu untersuchen, ob er den Rohrzucker dauerhaft ersetzen könne. 1826 erhielt er eine Konzession für eine Zuckerfabrik in Obergiesing, für deren rentablen Betrieb er neben den Rüben aus dem eigenen Anbau noch weitere zukaufen musste und später sogar eine Dampfmaschine einsetzte.
1829 erwarb er Schloss Erching und errichtete dort ein Mustergut mit Kartoffel- und Rübenanbau, eine Zuckerfabrik, eine Ziegelbrennerei und ein Torflager, das ausreichte, um das gesamte Gut und die Zuckerfabrik zu heizen. Er schlug vor, dort auch eine landwirthschaftliche Lehr- und Erziehungs-Anstalt zu errichten. Auf Wunsch der Regierung und gemäß einem Vertrag mit dem Finanzministerium (Staatsgüterverwaltung) errichtete er 1836 eine Zuckerfabrik in Schleißheim, aber die Verwaltung kam ihren Verpflichtungen zum Rübenanbau nicht nach. Utzschneider nahm einen Teil der Anlagen nach Erching, musste aber 1839 die Fabrik in Schleißheim wieder abreißen.

### Politiker
Utzschneider wurde früh ein Mitglied des 1816 gegründeten Polytechnischen Vereins, in dessen Organ, dem Kunst- und Gewerbeblatt er zahlreiche Vorträge veröffentlichte. Von 1820 bis zu seinem Tod war er Mitglied dessen Verwaltungsausschusses.
Von 1818 bis zu seinem 60. Lebensjahr im Jahr 1823 war er Zweiter Bürgermeister von München, wo er für das Gesundheitswesen, das Schul- und Bauwesen sowie für den Brandschutz der Stadt zuständig war und sich auch mit Gewerbekataster für München und der 1824 erfolgten Gründung der Sparkasse befasste. Beim Brand des erst 1818 fertiggestellten Hof- und Nationaltheaters in der Nacht vom 14. auf den 15. Januar 1823 bekam er den Ärger des Königs über vermeintlich unzureichende Löscharbeiten zu spüren.
Von 1819 bis 1840 war er Abgeordneter der Zweiten Kammer des Landtags, wo er jeweils dem Steuerausschuss angehörte und in dem er noch 1837 einen Vortrag über den Ertrag der Salinen sowie des Berg- und Hüttenwesens für den Zeitraum 1832 bis 1835 hielt.
Er war bis zu seinem Tod Vorstand der 1827 errichteten Münchner Polytechnischen Schule, aus der Ende des 19. Jahrhunderts die Technische Hochschule München hervorgehen sollte.
Joseph von Utzschneider starb am 31. Januar 1840 im Alter von 76 Jahren in München an den Folgen eines Kutschenunfalls am Giesinger Berg.

## Grabstätte

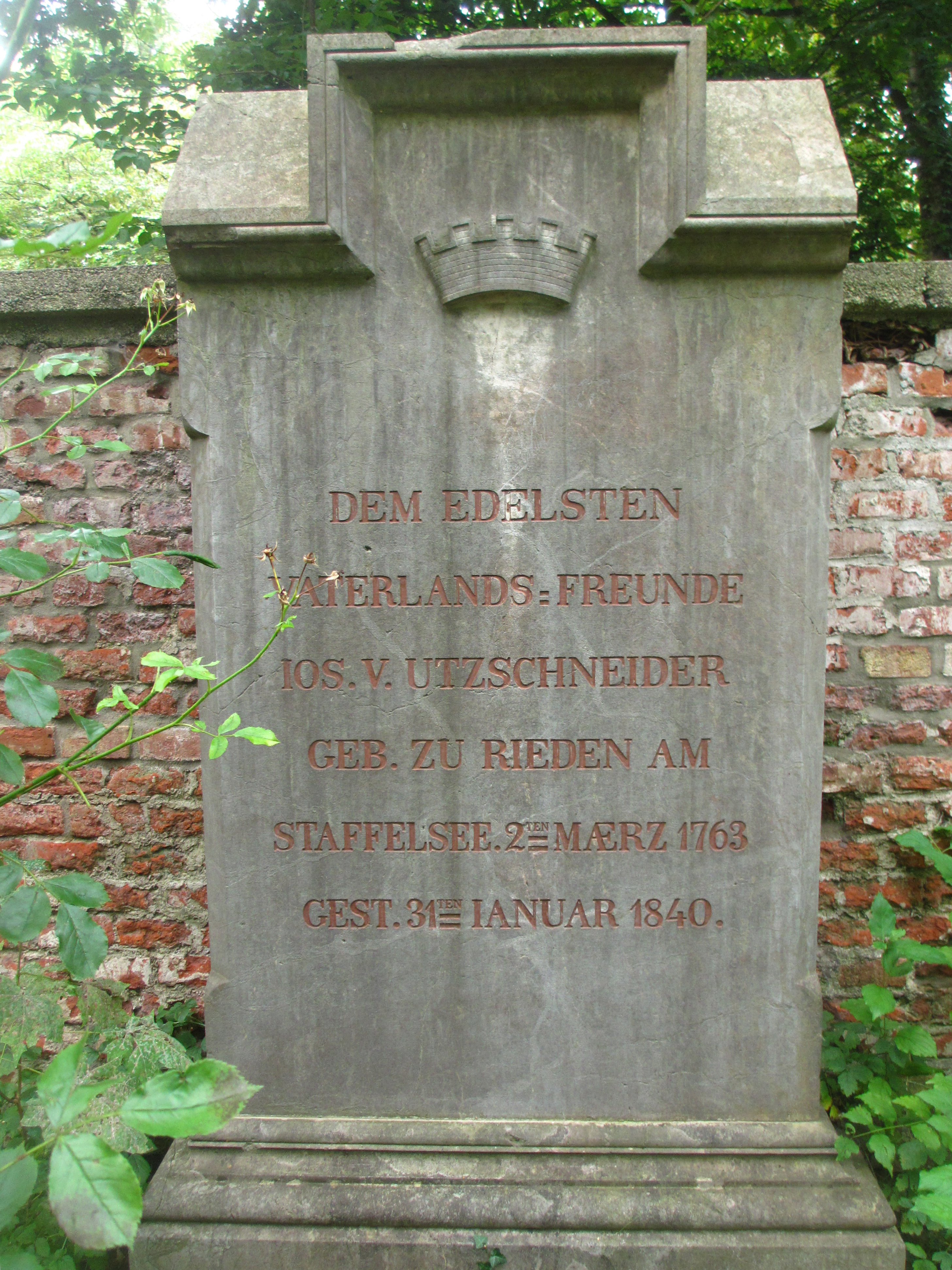
Grab von Joseph von Utzschneider auf dem Alten Südlichen Friedhof in München

Die Grabstätte von Joseph von Utzschneider befindet sich auf dem Alten Südlichen Friedhof in München (Alte Arkaden Platz 32 bei Gräberfeld 23) Standort. Die Grabstätte zierte ursprünglich eine Büste Utzschneiders, die Johann von Halbig gestaltet hatte. In dem Grab liegt auch seine Frau Amalie v. Utzschneider geb. Walch (* 15. Oktober 1758; † 19. März 1842). Etwa 50 Meter entfernt sind die Grabstätten von Utzschneiders Kollegen Josef von Fraunhofer (Alte Arkaden, Platz 12 bei Gräberfeld 25) und Georg von Reichenbach (Alte Arkaden, Platz 11 bei Gräberfeld 25).

## Namensgeber für Straßen
Nach Joseph Utzschneider wurde am 6. Dezember 1844 in München im Stadtteil Angerviertel (Stadtbezirk 1 – Altstadt-Lehel) die Utzschneiderstraße benannt. ⊙. Die Utzschneiderstraße mündet in die Reichenbachstraße, die ihrerseits in die Fraunhoferstraße mündet und damit Utzschneiders Weggefährten auch mit Straßen in unmittelbare Nähe repräsentiert sind. Im Münchner Süden im Perlacher Forst gibt es einen Waldweg, ein Utzschneider Geräumt.
Weitere Straßen für die Joseph Utzschneider Namensgeber ist gibt es in:
- Murnau am Staffelsee (Utzschneiders Geburtsgemeinde) ⊙
- Augsburg ⊙
- Benediktbeuern ⊙
- Berchtesgaden ⊙
- Ingolstadt ⊙
- Regen ⊙
- In Hallbergmoos gibt es einen Utzschneiderweg ⊙

## Ehrungen
- 1808 wurde Utzschneider zum Ritter des neu geschaffenen Civil-Verdienst-Ordens ernannt.[113][114]
- 1818 wurde er zum Ehrenmitglied der Bayerischen Akademie der Wissenschaften ernannt.